# Henry Bradbury
Pour les articles homonymes, voir Bradbury.
Henry Bradbury (1831-1860) est un imprimeur et illustrateur naturaliste britannique.

## Éléments biographiques
Henry est l'un des fils de l'imprimeur William Bradbury, créateur de la maison d'édition Bradbury & Evans. Il étudia à la kaiserlich-königliche Hof- und Staatsdruckerei (Imprimerie impériale de Vienne) sous la direction d'Alois Auer.
En tant qu'illustrateur, Bradbury développa et appliqua la technique de l'« impression naturelle » (nature printing (en)) inventée par Auer (une technique originale et quasi similaire fut inventée par Benjamin Franklin vers 1775), notamment lors de l'édition de deux ouvrages de référence : The Ferns of Great Britain and Ireland (les fougères de Grande-Bretagne et d'Irlande) paru en 1855 et The nature-printed British sea-weeds (les algues britanniques en impressions naturelles) paru de 1859 à 1860.
En tant qu'imprimeur, il fonde en 1856 une imprimerie avec des capitaux prêtés par son père et un associé, qui devient la Bradbury Wilkinson and Company (en), qui se spécialise dans l'impression de timbres et de billets de banque.
Il se suicida à l'âge de 29 ans.
La Bradbury Wilkinson and Company sera revendue en 1903 à American Banknote.

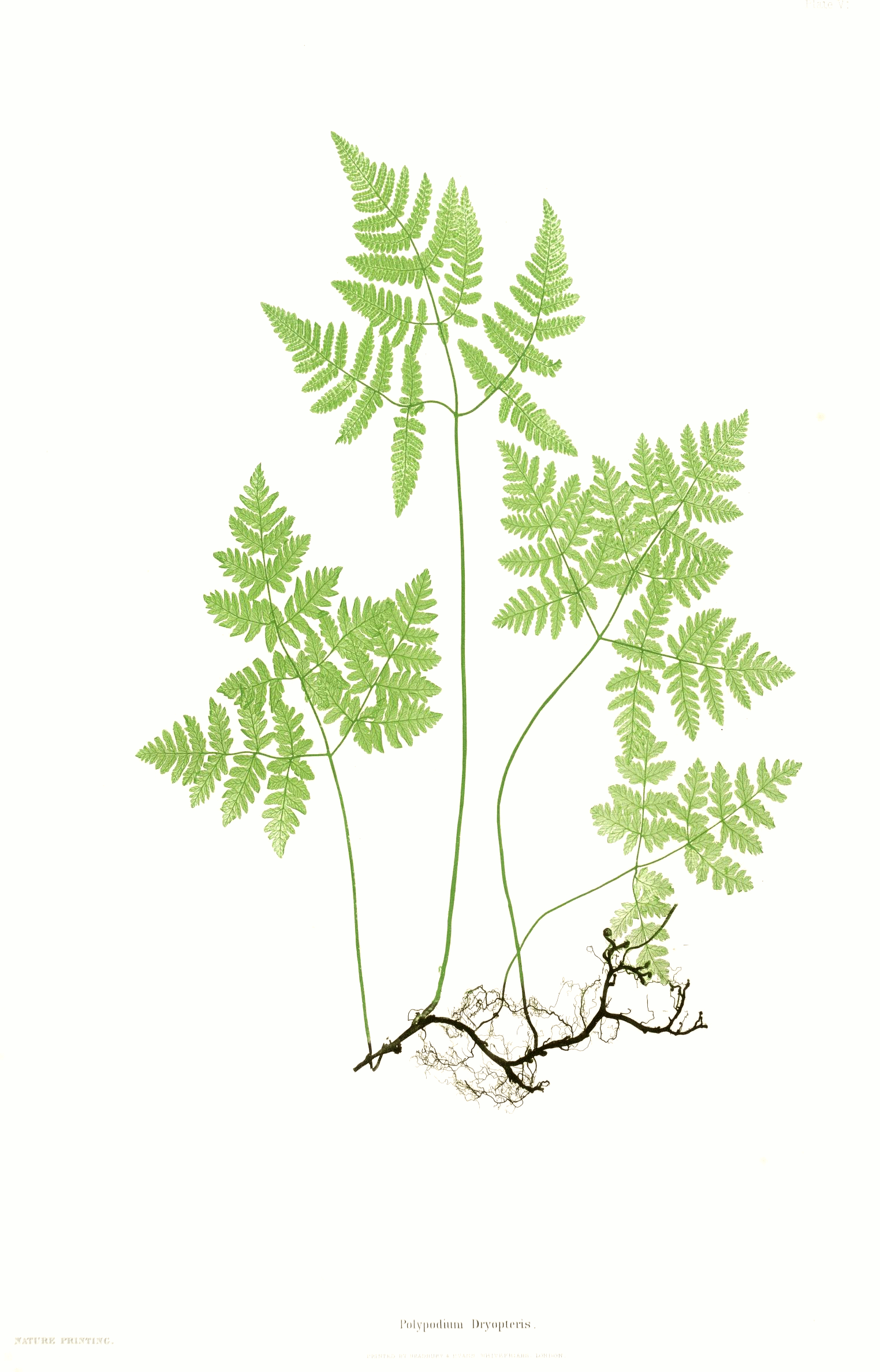
Impression naturelle réalisée par Henry Bradbury de la fougère Gymnocarpium dryopteris

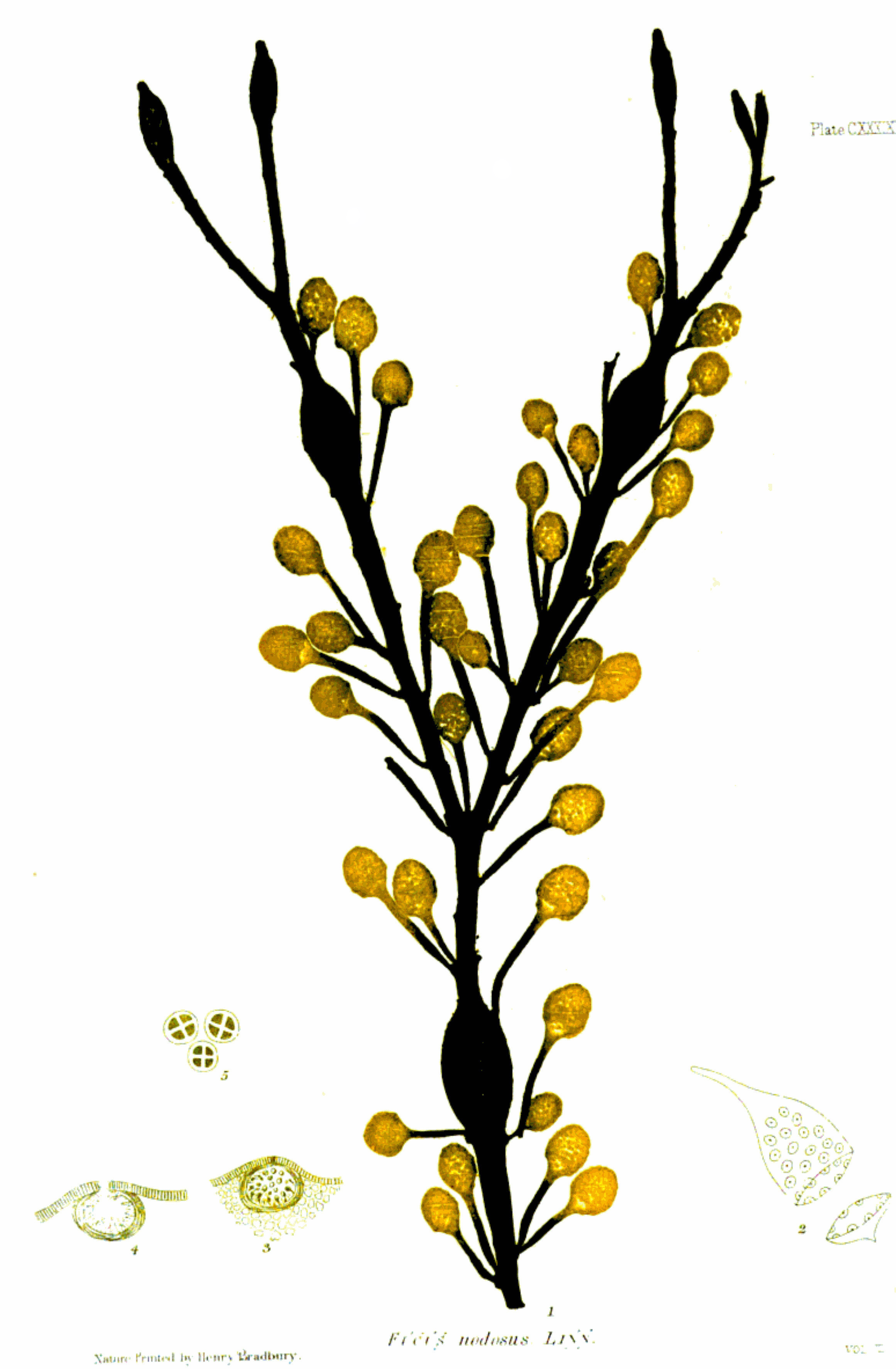
Impression naturelle réalisée par Henry Bradbury de l'algue Ascophyllum nodosum